# جک گلیسون
جک گلیسون (انگلیسی: Jack Gleeson؛ زاده ۲۰ مهٔ ۱۹۹۲) هنرپیشه اهل ایرلند است که بیشتر برای بازی در نقش جافری باراتیون در سریال بازی تاج و تخت مشهور است. وی از سال ۲۰۰۲ میلادی تاکنون مشغول فعالیت بوده‌است.
گیلسون زمانی که شخصیت جافری در فصل چهارم سریال بازی تاج و تخت کشته شد، تصمیم گرفت که به دوران بازیگری خود نیز پایان دهد. اما از آن زمان در تئاتر مستقل و مینی سریال بی‌بی‌سی Out of Her Mind در سال ۲۰۲۰ شرکت کرده‌است. او در فیلم هیجان انگیز ایرلندی به نام در سرزمین مقدسین و گناهکاران ظاهر شد.

## اوایل زندگی
گلیسون در کورک، ایرلند به دنیا آمد و در رانلاگ، دوبلین بزرگ شد و در کالج گونزاگا تحصیل کرد. او دو خواهر بزرگتر به نام‌های راشل و اما دارد که در تئاتر ایرلندی نیز فعالیت می‌کنند. او در جوانی همراه با خواهرانش در کلاس‌های هنرهای نمایشی شرکت می‌کرد و در تئاتر جوانان نیز اجرا می‌کرد.
گلیسون بین سال‌های ۲۰۱۰ و ۲۰۱۵ در کالج ترینیتی دوبلین شرکت کرد. او در رشته فلسفه و الهیات تحصیل کرد و در سال ۲۰۱۲ به عنوان محقق در دانشگاه انتخاب شد. در ترینیتی، گلیسون یکی از اعضای DU Players بود، جایی که او با بنیانگذاران آینده خود در کمپانی تئاتر اسب ملاقات کرد.

## حرفه بازیگری

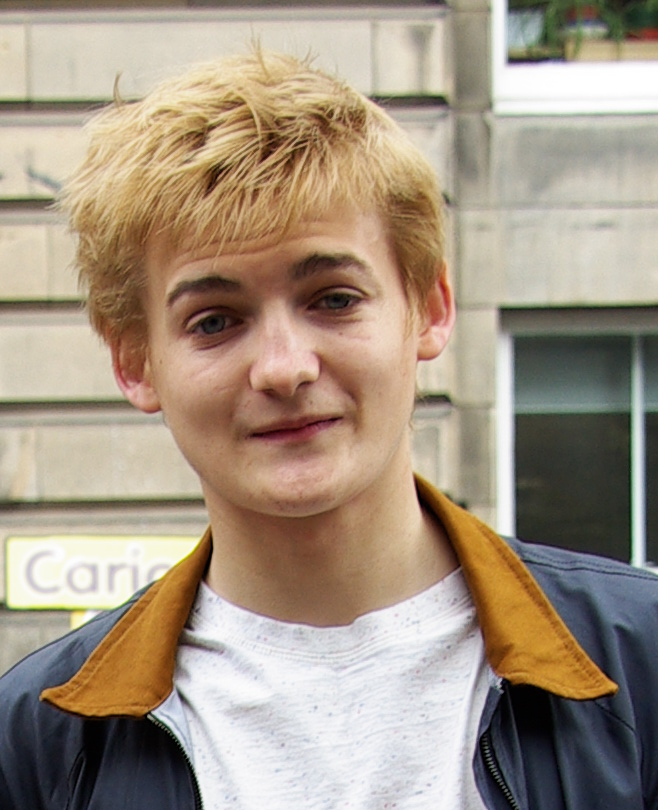
تصویری از جک گلیسون

گلیسون بازیگری را در سن ۸ سالگی در تئاتری مستقل آغاز کرد. اولین نقش‌های او در فیلم‌هایی مانند سلطنت آتش، بتمن آغاز می‌کند،Shrooms و A Shine of Rainbows بود. در سال ۲۰۱۰، او در نقش اصلی در فیلم All Good Children ظاهر شد. منتقد مجله Variety گلیسون را «کشف بزرگ عکس» در نظر گرفت.
گلیسون در نقش جافری باراتیون در سریال بازی تاج و تخت شبکه HBO بازی کرد. او به بازی واکین فینیکس از کومودوس در فیلم گلادیاتور به عنوان تأثیری بر عملکرد او اشاره کرد.
در سال ۲۰۱۲، گلیسون نشان داد که قصد دارد پس از پایان کارش در بازی تاج و تخت، از بازیگری بازنشسته شود تا شغل آکادمیک را دنبال کند. در سال ۲۰۱۴، گلیسون پس از پایان کار خود در بازی تاج و تخت، از بازیگری کناره‌گیری کرد. او در مصاحبه ای اظهار داشت که در حالی که قبلاً علاقه‌مند به ادامه تحصیل در دانشگاه بوده‌است، از آن زمان "آن ایده را کنار گذاشته‌است.
در طول دهه ۲۰۱۰، گلیسون یکی از اعضای شرکت تئاتر اسب مستقر در دوبلین بود، که او همچنین بنیانگذار و تهیه‌کننده آن بود. او بخشی از بازیگران اصلی تئاتر هیولا / ساعت، یک نمایش تئاتر کودکان بود که در سال ۲۰۱۲ در دوبلین به نمایش درآمد. او سپس در کمدی Lo-fi شرکت خرس‌ها ظاهر شد که در ژوئیه ۲۰۱۴ در دوبلین به نمایش درآمد و در سال ۲۰۱۴ در جشنواره ادینبورگ شرکت کرد.
این نمایش به خوبی مورد بازبینی قرار گرفت و تولیدات احیاگری در دوبلین و لندن در سال ۲۰۱۵ و خارج از برادوی در نیویورک در سپتامبر ۲۰۱۶ به عنوان بخشی از اولین جشنواره تئاتر ایرلندی Origin داشت. سقوط اسب در نوامبر ۲۰۱۹ به پایان رسید.
در سال ۲۰۱۹، گلیسون دو بار ظاهر شد. در ماه ژوئن، او در برنامه موزیکال-کمدی AMUSICAL در جشنواره کمدی Kilkenny Cat Laughs در کیلکنی، ایرلند همراه با کمدین‌های Eleanor Tiernan و Alison Spittle حضور داشت. در ماه آگوست، او در رویداد Over the Top Wrestling's Trinity Brawl 2 در دوبلین ظاهری غافلگیرکننده داشت که در آن چهره ای را که به درستی «جک گلیسون تلویزیون» نامیده می‌شد، در مقابل کشتی‌گیر ایرلندی جی مانی بازی کرد.

در سال ۲۰۲۰، گلیسون در سریال Out of Her Mind سارا پاسکو به تلویزیون بازگشت.